# Groove Blues
Groove Blues è un album di Gene Ammons, pubblicato dalla Prestige Records nel 1958. I brani furono registrati il 3 gennaio 1958 (stessa seduta di registrazione dell'album The Big Sound) al Van Gelder Studio di Hackensack, New Jersey (Stati Uniti).

## Tracce
Lato A
1. Ammon's Joy – 13:19 (Mal Waldron)
2. Groove Blues – 9:35 (Louie Bellson, Mal Waldron)

Lato B
1. Jug Handle – 10:11 (Gene Ammons)
2. It Might as Well Be Spring – 11:32 (Oscar Hammerstein II, Richard Rodgers)

## Musicisti
- Gene Ammons - sassofono tenore
- John Coltrane - sassofono alto (brani: A1, A2 e B2)
- Paul Quinichette - sassofono tenore (brani: A1 e A2)
- Pepper Adams - sassofono baritono (brani: A1 e A2)
- Jerome Richardson - flauto (brani: A1, A2 e B1)
- Mal Waldron - pianoforte
- George Joyner - contrabbasso
- Art Taylor - batteria